# Jesús Andreu Lázaro
Jesús Andreu Lázaro (1882 - Madrid, 2 de noviembre de 1962) fue un agrónomo español.

## Biografía
Ingeniero agronómico. Destinado a Lérida en 1908. Hacia 1910 fue ayudante del Servicio Agronómico Provincial de Pontevedra y pronto pasó a ser jefe del mismo Servicio, donde permaneció hasta 1925. Inició programas de cría de bovinos y porcinos en colaboración con la Diputación de Pontevedra. El informe elaborado por el Servicio Agronómico Provincial para la comisión de mejora ganadera de la Diputación fue el origen de su panfleto La mejora de la ganadería. En 1927 publicó Sobre la mejora del ganado bovino en relación con la mejora genética. Ha colaborado en Practical Agriculture y publicado artículos en El Pueblo Gallego.
Ha implementado un programa de mejoramiento general porcino, basado en el cruce generalizado de la raza del país con Large-White. Considera al cerdo como el animal más importante de la economía campesina ya que la relación entre lo que produce y lo que gasta es favorable para el productor. Mide la cantidad ideal de alimento que debe ingerir el animal para establecer una relación adecuada entre peso y tiempo de mantenimiento. También establece la relación entre alimentación y patologías del cerdo. Aplica la misma experimentación al ganado, estableciendo una relación entre la alimentación de los animales y la carne que produce.

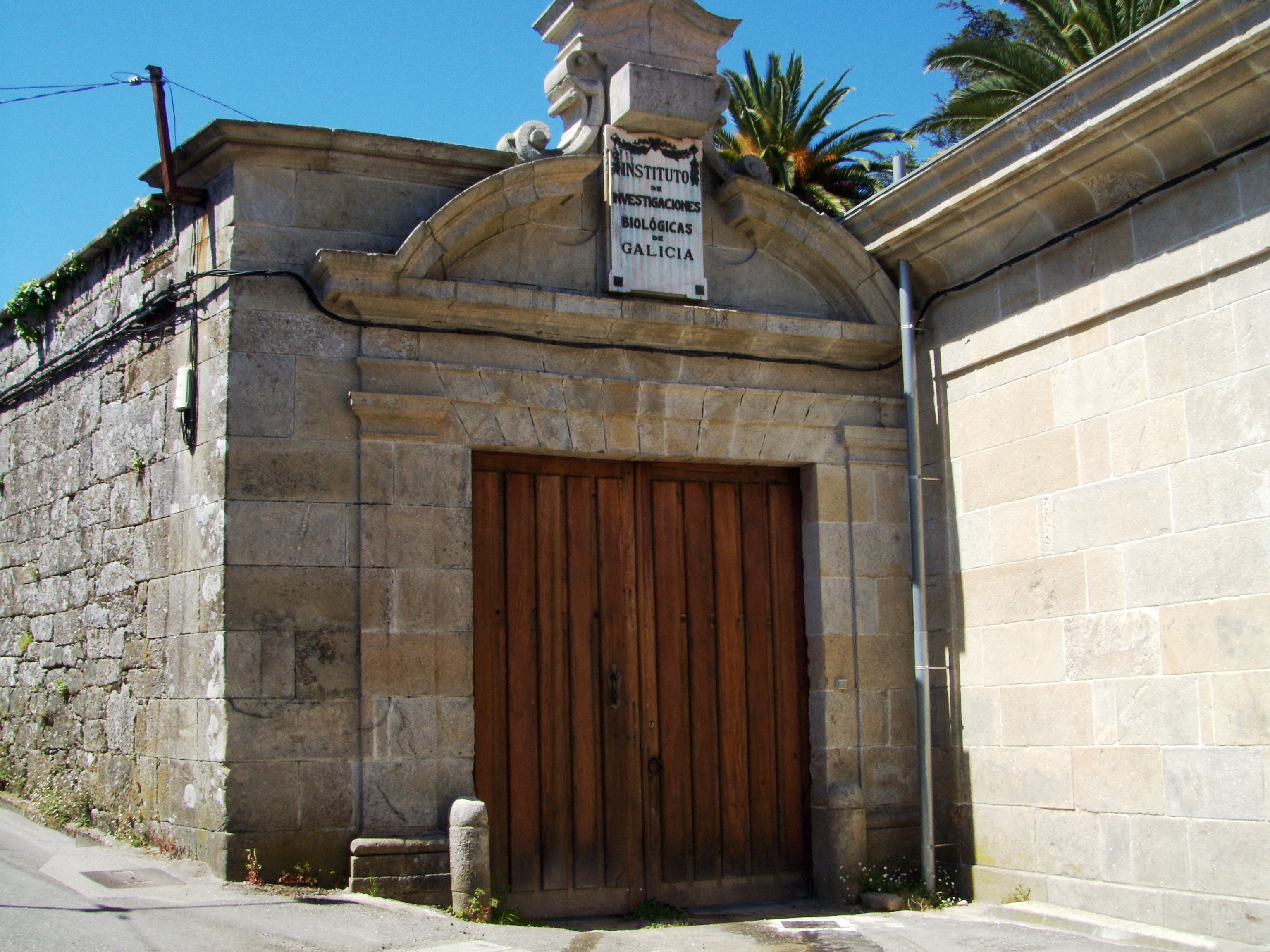
Una de las puertas del Pazo da Carballeira de Gandarón.

En 1925 asumió un cargo en la Dirección General de Agricultura del Ministerio de Fomento, en 1933 fue nombrado ingeniero jefe del cuerpo de ingenieros agrónomos del Ministerio. Apoyó el establecimiento de la Misión Biológica Gallega en Salcedo, animando a la Diputación de Pontevedra. Mantuvo una colaboración fluida con Cruz Gallástegui. Durante su estancia en Pontevedra, trabajó en los diferentes proyectos de la Misión y colaboró en el Boletín de la Unión de Productores de Semillas. Del ministerio buscó apoyo presupuestario para la Misión y sus proyectos. Durante el franquismo fue presidente del Consejo Superior Agronómico.

## Vida privada
Contrajo matrimonio con Carmen Peón Carrera en Pontevedra en 1922. Carmen Peón fue profesora, también fue enfermera, y luego aprobó los exámenes de contable del Estado, obteniendo un puesto en la delegación de Hacienda de Pontevedra.